# Aralia fargesii
Aralia fargesii är en araliaväxtart som beskrevs av Adrien René Franchet. Aralia fargesii ingår i släktet Aralia och familjen Araliaceae. Inga underarter finns listade.